# Doris Dawson
Pour l’article homonyme, voir Dawson.
Doris Dawson, (16 avril 1905 - 20 avril 1986), est une actrice de cinéma  américaine pendant la période du cinéma muet. Elle est titrée, une des WAMPAS Baby Stars de la saison 1929. Sa carrière cinématographique s'étend de 1927 à 1934 mais ne s'épanouit pas à l'image d'autres actrices. L'année 1927 est l'année du premier film parlant. En 1930, sa voix grinçante que les réalisateurs  découvrent lui vaut des critiques acerbes en partie responsable de sa décision de quitter définitivement le métier en 1934.

## Biographie
Née en 1905, à Goldfield au Nevada, elle est la fille de Bonewitz Xerxes Dawson (1874–1952) et de Rebecca Greenwood (1883–1905) qui décédera 3 mois après sa naissance, de tuberculose. Elle commence sa carrière d'actrice par le film de 1927,The Arizona Night. Son père se remarie en 1906 avec Emma America Dyche.. Elle a un demi-frère Bonewitz Xerxes Dawson Jr. (1937–2011) et une demi-sœur Barbara Ann Dawson Brown (1939-2013). 
Elle enchaîne les tournages de quatre films, la même année puis quatre autres l'année suivante. Elle est promue une des treize meilleurs espoirs féminins par la WAMPAS, aux côtés des légendes hollywoodiennes Jean Arthur et Helen Foster. En 1929, l'année culminante de sa carrière, elle jouera dans cinq films dont Broadway Scandals avec Jack Egan et Sally O'Neil.
Avec l’avènement du film parlant, sa carrière souffre, essentiellement du aux critiques portant sur sa voix grinçante. Elle n'aura qu'un rôle en 1930 et son prochain rôle lui sera proposé en 1934 pour le film The Silver Streak aux côtés de  Sally Blane et de Charles Starrett. la même année, elle décide à l'âge de 29 ans de quitter l'industrie du film. Elle se mariera avec Pat W Rooney Jr en 1930 et divorcera en 1934, puis se mariera avec Mr Levy. Ils s'installeront à Coral Gables en Floride où elle décédera en 1986.

## Filmographie partielle
- 1926 : Une femme aux enchères (The Auction Block) de Hobart Henley
- 1927 : The Arizona Night (Aucune données)
- 1927 : Gold from Weepah de William Bertram
- 1927 : The Arizona Wildcat de Roy William Neill
- 1927 : French Fried de  Arvid E. Gillstrom
- 1927 : Dead Easy de Harold Beaudine
- 1927 : Swiss Movements de Robert P. Kerr
- 1928 : Just the Type de Harold Beaudine
- 1928 : The Little Shepherd of Kingdom Come de Alfred Santell
- 1928 : Heart Trouble de Harry Langdon
- 1928 : Do Your Duty de  William Beaudine
- 1928 : The Little Wildcat de Ray Enright
- 1928 : La Petite Dame du vestiaire (Naughty Baby) de Mervyn LeRoy
- 1929 : Seven Footprints to Satan  de Benjamin Christensen
- 1929 : His Captive Woman  de George Fitzmaurice
- 1929 : Mademoiselle et son chauffeur (Children of the Ritz) de John Francis Dillon
- 1929 : Le Yacht d'amour (en) (The Man and the Moment) de George Fitzmaurice
- 1929 : The Beauty Spot de Walter Brooks
- 1929 : Hot Stuff de Mervyn LeRoy
- 1929 : Broadway Scandals de George Archainbaud
- 1930 : The Royal Four-Flusher  de  Murray Rothe
- 1934 : The Silver Streak de Thomas Atkins